# Aketze
Aketze ist eine zum spanischen Baskenland (Provinz Bizkaia) gehörende Insel im Golf von Biskaya. Sie liegt nahe der Felsenküste zwischen den Orten Bakio und Bermeo, 700 Meter nordöstlich der Insel San Juan de Gaztelugatxe.
Die im Grunde nur aus einem massiven Felsen bestehende, stark zerklüftete Insel ist etwa 170 Meter lang und maximal 120 Meter breit; der höchste Punkt der unbewohnten Insel liegt bei 80 Meter über Meeresniveau.
Aketze ist für Menschen schwierig zu erreichen bzw. zu begehen. Das Gelände dient daher zahlreichen, teilweise seltenen, Seevögeln als willkommene Brutstätte.